# Маламирова летопис
Надписът изяснява началната генеалогия на Крумовата династия: Маламир е син на Омуртаг и внук на Крум. Надписът, известен под названието „Маламиров летопис“, ни съобщава за първото трайно присъединяване на Филипопол (днешен Пловдив) към българската държава – това се случва не при Крум, както обичайно се е смятало, а при  наследника му – Маламир.
„Маламиров летопис“ е известен още като втори Шуменски надпис на Маламир. Намерен е през втората половина на 19-ти век в турските гробища при някогашната Тумбул джамия в Шумен. Представлява каменна колона от сиенит с височина 2 и половина метра . Текстът е почти напълно запазен, но, според специалисти,  е труден за разбиране, тъй като някои от редовете му са позаличени и нечетливи.